# Ohio School for the Deaf
L'Ohio School for the Deaf, abrégée en OSD, est l'école pour des sourds, située à Columbus, Ohio. Elle a été fondée le 16 octobre 1829 à la demande du révérend James Hoge.

## Histoire
Le révérend James Hoge était principalement responsable de la création de l'asile pour l'éducation des sourds-muets public dans l'Ohio. Il est inspiré par une lettre qu'il a lue sur de l'Institution Pennsylvanie. À la fin de l'énumération de la frais de scolarité des enfants sourds par l'Ohio en 1823 pousse avec la demande pressante de James Hoge de la création de l'asile pour l'éducation des sourds-muets et l'asile est créé en 1826[réf. souhaitée].
En 1827, la législature de l'Ohio change le nom en l'institution à la place de l'asile et crée un conseil d'administration pour faciliter la création de l'Institution. L'Institution Ohio est devenu le cinquième école sourds résidentiel aux États-Unis.
En 1828, le révérend Horatio N. Hubbell est choisi pour le directeur de l'établissement et le professeur. Il a été envoyé à l'école américaine pour les sourds à Hartford, dans le Connecticut, pour une formation spécialisée dans la langue des signes et les méthodes d'enseignement pour les sourds.
Dans le rapport du directeur en 1838, le révérend Horatio N. Hubbell avait souligné l'importance de l'éducation de la langue des signes et fortement préconisée pour les sourds.
Les sourds sont embauchés pour enseigner aux étudiants dans les ateliers de formation, plutôt que leurs homologues entendants qui ne semblaient pas les compétences de communication et la compréhension nécessaires pour enseigner aux élèves sourds. La première enseignante a été employée en 1866.
En 1870, les cours de la lecture labiale et l'instruction d'articulation ont commencé, qui a coïncidé avec le Congrès de Milan en 1880.
Au début du XXe siècle, le nom de l'école est encore changé en Ohio State School for the Deaf et son fonctionnement est placé sous les auspices du département d'État de l'Éducation. Les classes orales et en langue des signes sont divisées.

### Aujourd'hui
Aujourd'hui, on continue d'enseigner en langue des signes américaine.

### Personnes notaires
- Ed Dundon
- Dummy Hoy